# Şah Sultan (hija de Selim II)
Şah Sultan (en turco otomano: شاہ سلطان‎; "soberano") (Manisa, c. 1544 — Estambul, 3 de noviembre de 1580) fue una princesa otomana, hija del sultán Selim II y su consorte, Nurbanu Sultan. Era nieta de Solimán el Magnífico y la consorte de este, Hürrem Sultan. Es hermana de Murad III y tía del sultán Mehmed III.

## Vida
Şah nació en 1544, en la provincia de Manisa como la primera hija de Şehzade Selim (futuro Selim II). Su padre acababa de ser nombrado Sanjak Bey luego de la repentina muerte de su hermano mayor, Şehzade Mehmed. La madre de Şah era una concubina veneciana llamada Nurbanu, llegada al harén hacia 1542. 
Vivió relativamente sus años tranquila y más tarde, en 1558, se mudó a Konya, cuando su padre tuvo que ir a gobernar esa provincia por órdenes de Solimán el Magnífico.
En 1562, se crearon fuertes alianzas para las hijas de Selim, el príncipe que sucedería a Solimán (todo esto luego de la ejecución del otro heredero, Şehzade Bayezid): Esmehan Sultan se casó con Sokollu Mehmed Paşa, Gevherhan Sultan con el almirante Piyale Paşa, y Şah con el halconero jefe, Hassan Ağa. El Tesoro del Estado cubrió los gastos de la boda imperial y otorgó 15.000 aspers como regalo de boda al yerno imperial.
Después de la muerte de Hasan Ağa en 1574, Şah Sultan se casó con Zal Mahmud Pasha en 1575. Se dice que esta unión fue muy feliz. Se complementaban el uno al otro.

## Descendencia
Junto a Zal Mahmud tuvieron dos hijos, aunque se cree que pudo haber tenido algunos de su anterior matrimonio:
- Sultanzade Köse Hüsrev Paşa (1576 — ¿?), se convirtió en un estadista influyente y finalmente murió en una batalla contra los safávidas. Se desconoce si se casó y tuvo descendencia, pero se sabe qué estaba vivo durante el reinado de Murad IV (r. 1623 – 1640). Está enterrado en la Mezquita de Eyüp Sultan;
- Fülane Hanım Sultan (1577 — después de 1660), se desconoce su nombre pero se cree que se llamaba Hatice. En 1609, se casó con Abdâl Hân, gobernador de Bitlis (su hijo lo sucedió como gobernador luego). En 1622, figuraba en un libro otomano de princesas solteras. Según historiadores, se casó al menos dos veces más y tuvo descendencia. Según registros otomanos, seguía viva en 1660, pero en 1670 ya había fallecido, por lo que tuvo que fallecer entre 1661 – 1669. Está enterrada en la Mezquita de Eyüp Sultan.

## Muerte

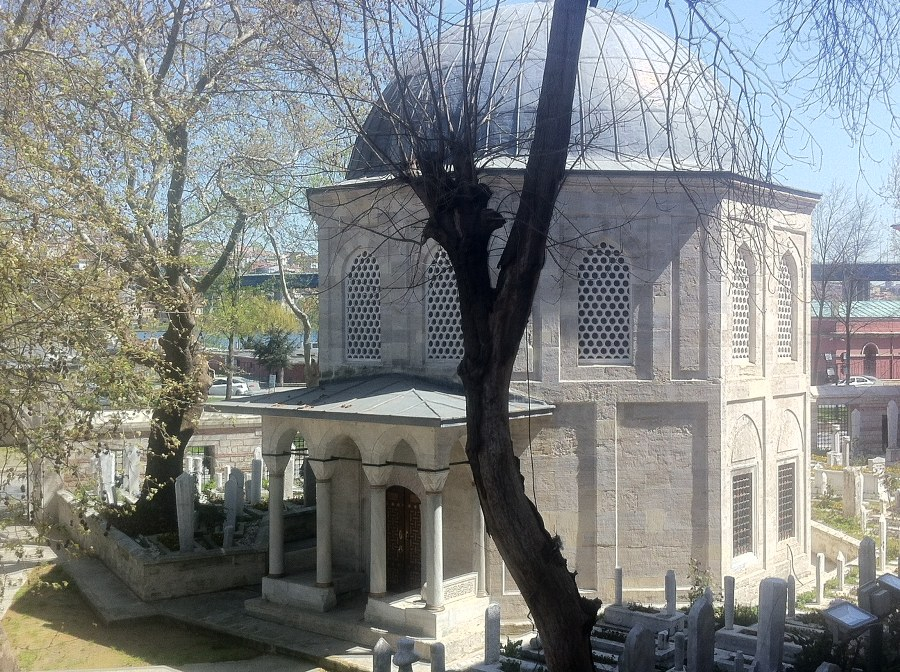
Las tumbas de Şah Sultan y su marido Zal Mahmud Paşa, en la Mezquita de Eyüp Sultan.

Şah Sultan cayó gravemente enferma y falleció  el 3 de noviembre de 1580, y fue enterrada en Eyüp.
Un embajador estaba presente cuando tuvo lugar el funeral de Şah y escribió sobre el evento: "Hoy a las 12 en punto fuimos testigos del funeral de la esposa de Mahmud Paşa, Şah Sultan, hija del sultán Selim. Fue una ceremonia modesta. [...] Había una multitud a ambos lados y detrás del ataúd. Sokollu Mehmed Paşa fue el primero, el Juez Jefe de Rumelia a su lado. Detrás de ellos estaban Mustafa Paşa, Ahmed Paşa, Sinan Paşa, el Juez Jefe de Anatolia, el gobernador de Rumelia y el Comandante de los jenízaros, todos ataviados con ropa negra y caballos. Los jenízaros habían reemplazado sus tocados habituales por turbantes".
Su marido, Zal Mahmud, falleció solo doce días después de ella.